# The Tiger's Apprentice
The Tiger's Apprentice (bra: O Aprendiz do Tigre) é um filme americano de animação digital dos gêneros fantasia e aventura de 2024 produzido pela Paramount Animation e Jane Startz Productions. Dirigido por Raman Hui e codirigido por Paul Watling e Yong Duk Jhun a partir de um roteiro escrito por David Magee e Christopher Yost, e baseado no livro de mesmo nome.
The Tiger's Apprentice foi lançado em 2 de fevereiro de 2024, no Paramount+.

## Sinopse
Um garoto sino-americano, Tom Lee, descobre que é o guardião do ovo de uma fênix.

## Elenco
- Henry Golding como Mr. Hu
- Sandra Oh como Mistral
- Michelle Yeoh como Loo
- Leah Lewis como Rav
- Brandon Soo Hoo como Tom Lee
- Bowen Yang como Sidney
- Sherry Cola como Naomi
- Kheng Hua Tan como Senhora Lee
- Deborah S. Craig como Porca
- Lucy Liu como Nu Kua e Cynthia
- Jo Koy como Rooster
- Greta Lee como Coelho
- Diana Lee Inosanto como Cavalo
- Patrick Gallagher como Cão
- Poppy Liu como Cobra
- Josh Zuckerman como Rudy
- Ryan Christopher Lee como Liam

## Produção
Em novembro de 2003, a Miramax Films anunciou que havia vencido uma guerra de licitações contra a Nickelodeon Movies para produzir uma adaptação de The Tiger's Apprentice que seria uma mistura de live-action com animação digital, com um roteiro de David Magee e Jane Startz produtora.
Em outubro de 2008, o filme foi movido para o Cartoon Network e com a Rainmaker Entertainment contratada para providenciar a animação. O projeto foi cancelado depois que o Cartoon Network parou de desenvolver projetos de live-action.
Em março de 2019, a Paramount Pictures anunciou uma adaptação em animação a ser lançado em 11 de fevereiro de 2022 nos cinemas, com a estreia de Carlos Baena na direção de longas-metragens, e Magee e Harry Cripps escrevendo o roteiro. Em setembro de 2020, a Paramount Animation anunciou que a animação seria fornecida pela Mikros Image Europe, tornando-se a segunda colaboração desde Gnomeu e Julieta - O Mistério do Jardim (2018). Em 20 de janeiro de 2022, foi revelado que Raman Hui substituiria Baena como diretor do filme, com Paul Watling e Yong Duk Jhun sendo codiretores e Bob Persichetti se juntando ao filme como produtor.

### Escalação do elenco
Em julho de 2020, Henry Golding foi escalado para interpretar Mr. Hu, o tigre. Em setembro, Sandra Oh, Michelle Yeoh, Brandon Soo Hoo, Bowen Yang, Sherry Cola e Kheng Hua Tan foram adicionados ao elenco. Em novembro, Leah Lewis foi escalada como Rav. Em outubro de 2021, Deborah S. Craig foi adicionada ao elenco. Em julho de 2022, Lucy Liu, Jo Koy e Greta Lee foram adicionados ao elenco. Em dezembro de 2023, Diana Lee Inosanto, Patrick Gallagher, e Poppy Lui foram adicionados ao elenco.

## Música
A trilha sonora foi composta por Steve Jablonsky.

## Lançamento
The Tiger's Apprentice foi lançado em 2 de fevereiro de 2024, no Paramount+. Foi provisoriamente agendado para lançamento nos cinemas em 11 de fevereiro de 2022, 10 de fevereiro de 2023, 20 de dezembro de 2023 e 19 de janeiro de 2024, mas foi adiado devido à pandemia de COVID-19.   
No Brasil, o filme foi lançado em 4 de março de 2024.

## Recepção
No site agregador de críticas Rotten Tomatoes, 53% das 36 críticas são positivas, com uma classificação média de 5,4/10.